# کلیسای سکره‌کر دو مون‌مارتر

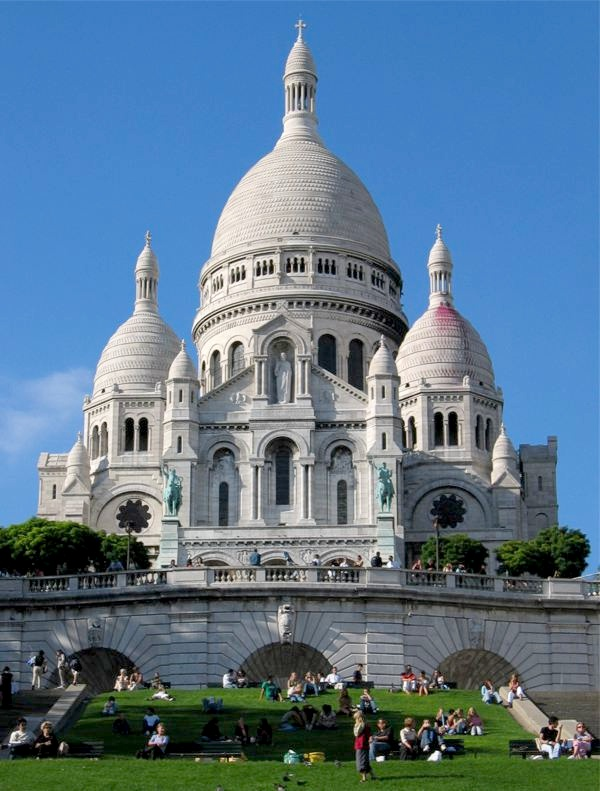
کلیسای سکره کر از پائین تپه

کلیسای سَکرِه‌کُر دو مون‌مارتر (به فرانسوی: Basilique du Sacré-Cœur de Montmartre) یکی از مهم‌ترین کلیساهای پاریس و بازیلیکاهای جهان است که سالانه میلیون‌ها نفر از آن بازدید می‌کنند. این ساختمان بر بالای تپه‌ای در محله مون‌مارتر بنا شده و بنا بر گزارش سازمان ملی جهانگردی، مقام دوم اماکن توریستی فرانسه را در سال ۲۰۰۶ به خود اختصاص داده است و بدین ترتیب درست پس از کلیسای نوتردام پاریس قرار دارد.

## تاریخچه

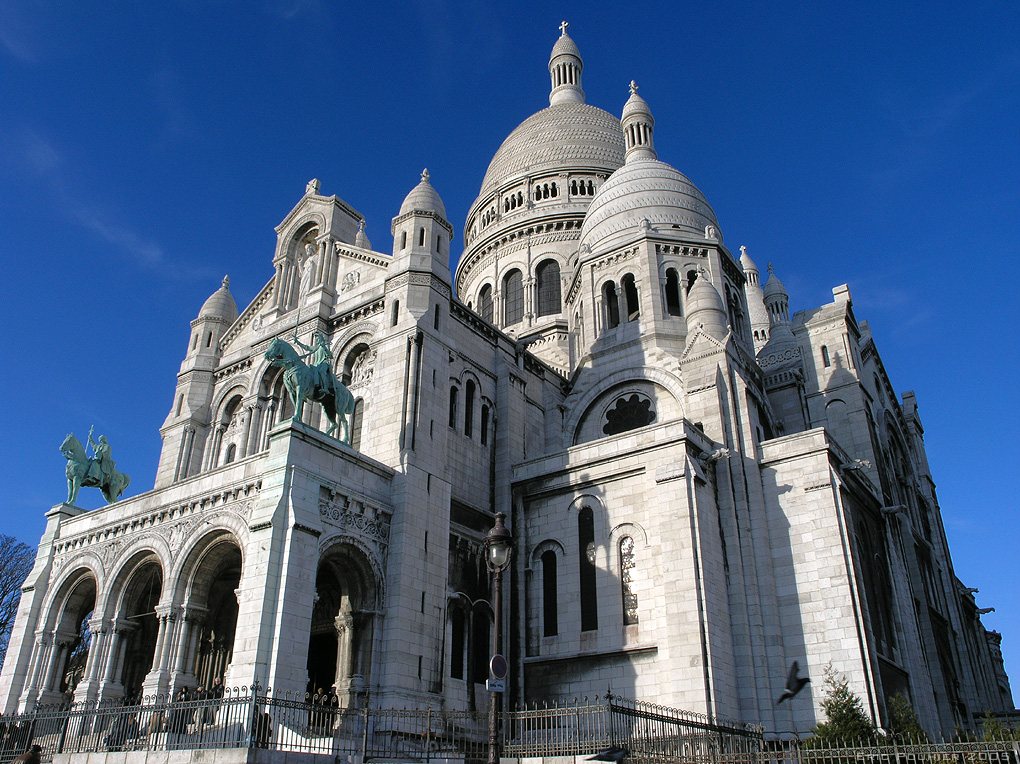
نمایی از کلیسای سکره کر

تپه مون‌مارتر همواره مکانی برای عبادت بوده‌است. قبل از رومیان، روحانیون گل‌ها در آنجا عبادت می‌کردند. پس از فتح سرزمین گل‌ها توسط رومیان، فاتحین بر روی این تپه، پرستشگاه هایی، برای خدایانشان مارس  و مرکور  ساختند. پس از آنها، مسیحیان، به رهبری لوئی چهارم و همسرش قدیمیترین کلیسای پاریس را در جای آن بر پا کردند. سرانجام ساختمان کنونی در قرن ۱۹ ایجاد گردید. ساختن چنین کلیسایی یک خواسته ملی بود و مجلس ملی فرانسه در۲۳ ژوئیه ۱۸۷۳ به ساختن آن رای داد، تا گناهان کمون پاریس بخشیده شود و همینطور برای کشته شدگان در جنگ علیه پروس یادگاری باشد.

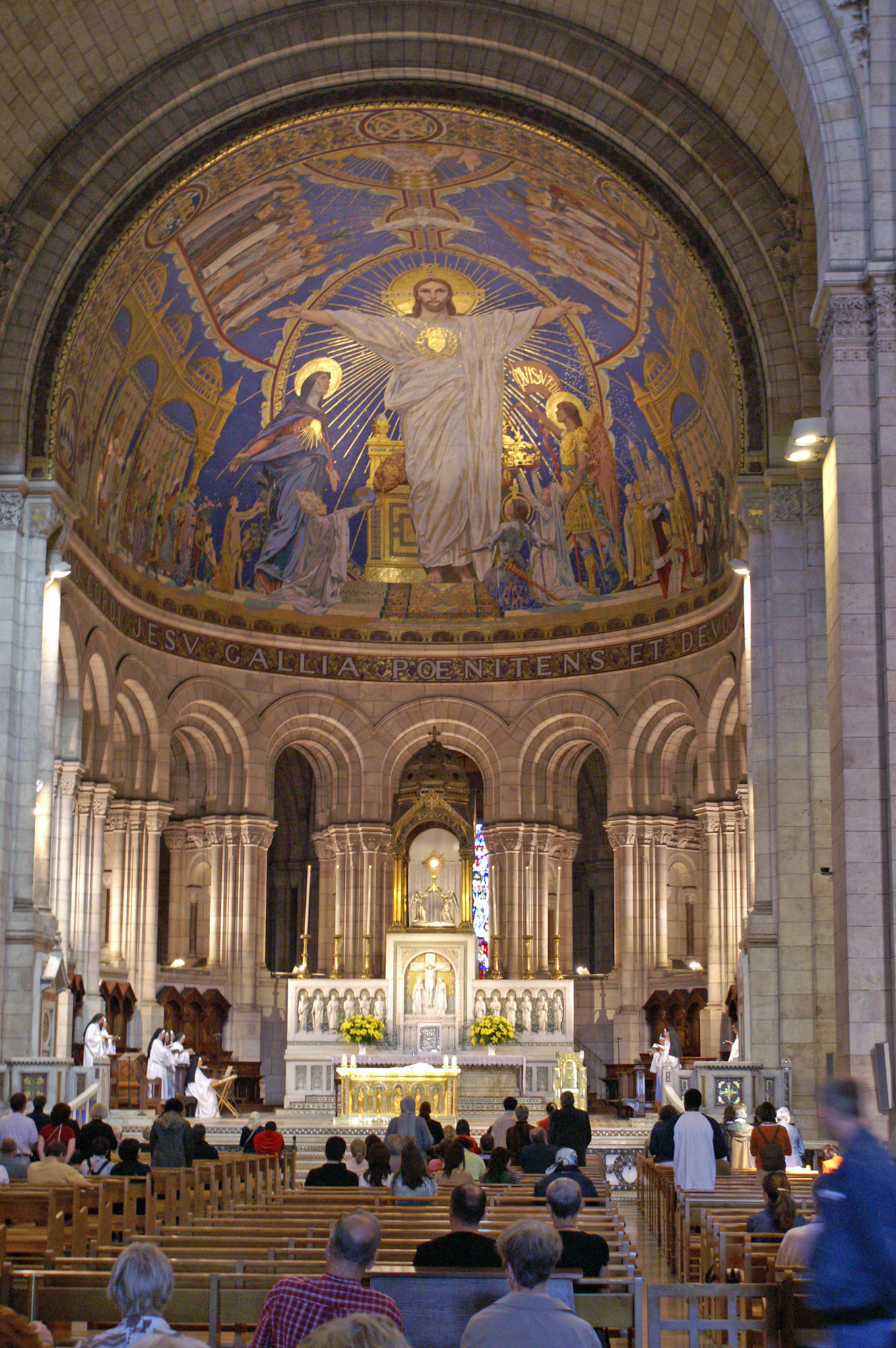
نمایی از داخل کلیسا

## معماری

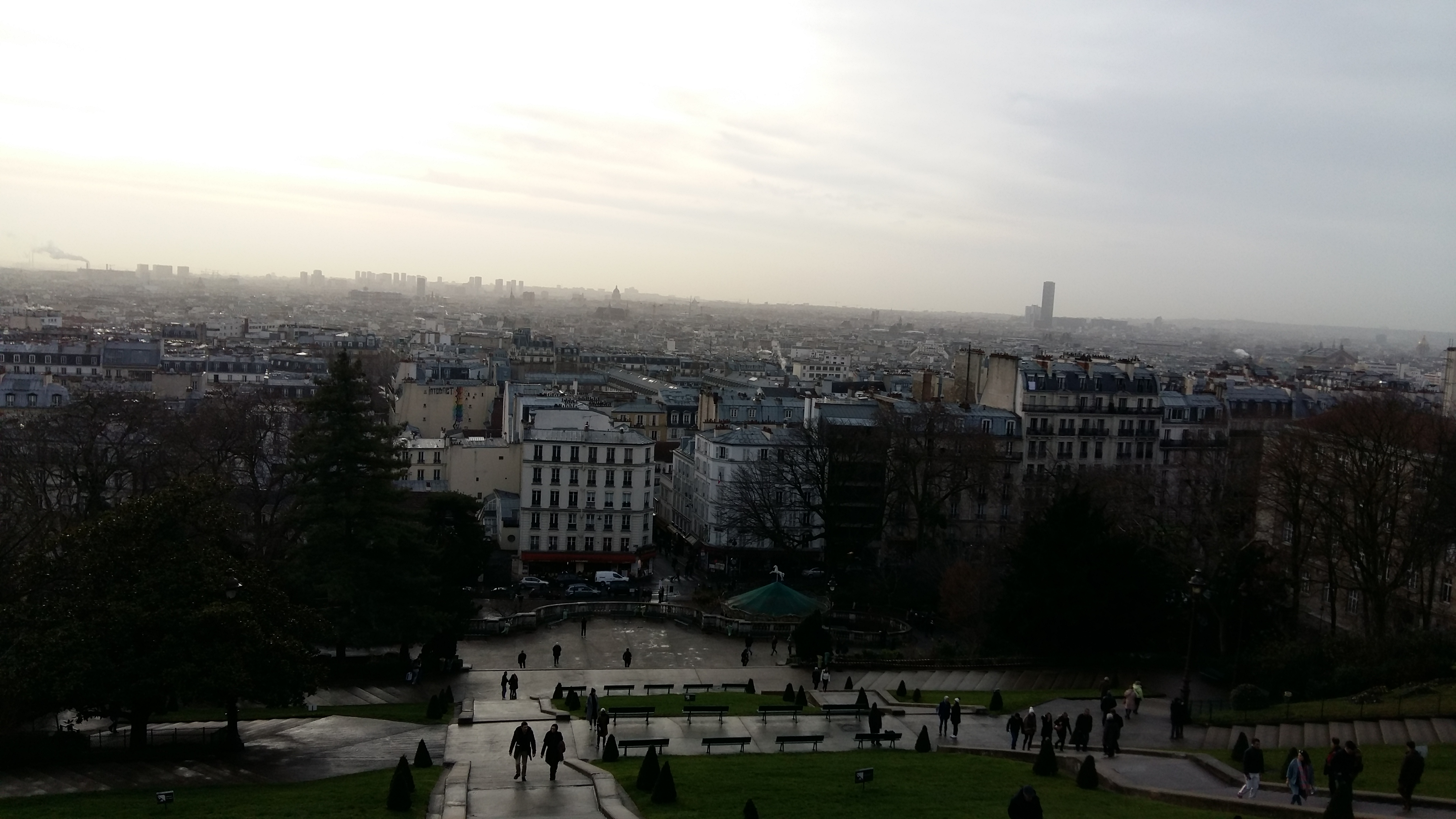
کلیسای سَکرِه‌کُر

معماری این بنا توسط پل آبادی  معمار فرانسوی صورت گرفته‌است. اولین سنگ بنای آن در ۱۶ ژوئن ۱۸۷۵ گذاشته شد و برای پی ریزی ساختمان چاه‌هایی به عمق ۳۳ متر  حفر شدند که این چاه‌ها پس از پر شدن پایه‌های اصلی ساختمان را تشکیل داده‌اند. مخارج این بنا توسط دولت فرانسه پرداخت شده‌است. شرکت دولت در پرداخت هزینه ساختن یک کلیسا جهت بزرگداشت جمهوری سوم فرانسه بود، که همان سال قانون اساسی آن تصویب شد. البته کارهای ساختمانی کلیسا تا ۱۹۱۴ طول کشید و در سال ۱۹۱۹ پس از پایان جنگ جهانی اول افتتاح شد. معماری این ساختمان که یکی از پربیننده‌ترین اماکن پاریس می‌باشد، همواره موافقان و مخالفان زیادی داشته‌است. این ساختمان به شکل یک صلیب می‌باشد که در چهار طرف گنبد مرکزی آن، چهار گنبد کوچکتر قرار دارند. گنبد مرکزی ۸۳ متر بلندی و ۱۶ متر قطر دارد. از بالای گنبد می‌توان تا ۵۰ کیلومتری را مشاهده کرد.
برای طراحی این بنا از هنر بیزانس و از کلیسای جامع واتیکان الهام گرفته‌است. بر سقف آن بزرگترین موزائیک فرانسه با مساحت ۴۷۵ متر مربع نصب شده‌است که تصویری از عیسی مسیح را نشان می‌دهد. ساختن این موزاییک بزرگ از سال۱۹۰۰ تا سال ۱۹۲۲ بطول انجامید. در پائین این موزاییک به زبان لاتین نوشته شده است: از طرف فرانسه ملتهب، هدیه به قلب مقدس عیسی، برای سپاسگزاری و درخواست بخشش گناهان. لوک -اولیویه مرسون  طراح این تابلو بود و در کارگاه‌های گیلبر-مرتن ساخته شده‌است. در خارج ساختمان یک برج بلند مربع شکل، بزرگترین ناقوس کلیساهای فرانسه را در خود جای داده است. این ناقوس را برادران پاکار  در سال ۱۸۹۵ ساختند که قطر آن ۳ متر می‌باشد و ۱۸۸۹۵ کیلوگرم وزن دارد. چکش این ناقوس ۱۲۰۰ کیلوگرم وزن دارد. این ناقوس را کلیسایی در منطقه ساووا به پاریس هدیه کرده‌است.

## موسیقی
ارگهای این کلیسا توسط آرستید کَوَیِه-کل  در سال ۱۸۹۸ ساخته شدند و ۴ صفحه کلید با ۶۱ نت، ۳۲ پدال با ۷۰ نت تشکیل شده‌اند.

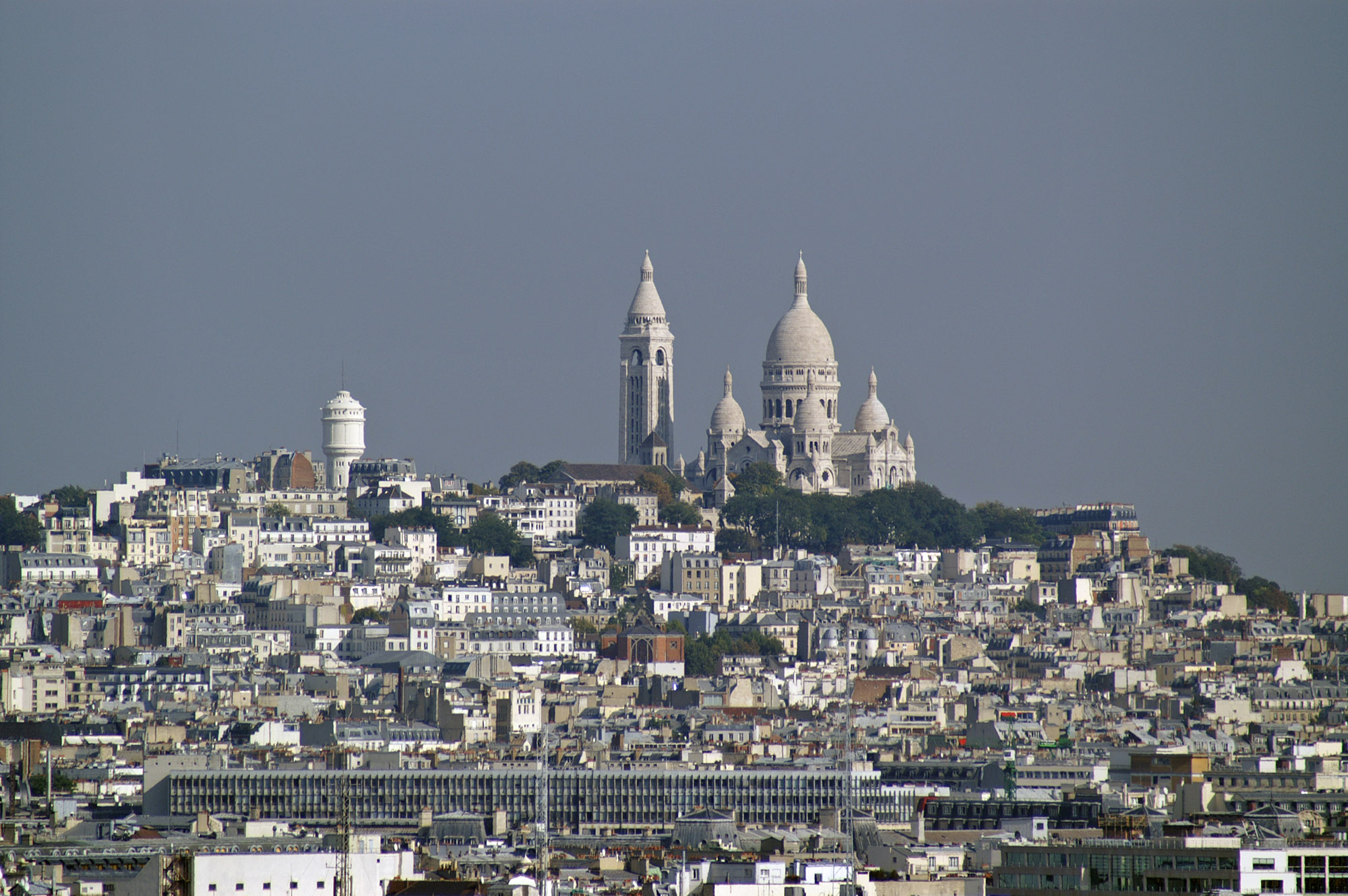
منظره ساکره کر بر فراز تپه مونتمارتر از بالای برج ایفل
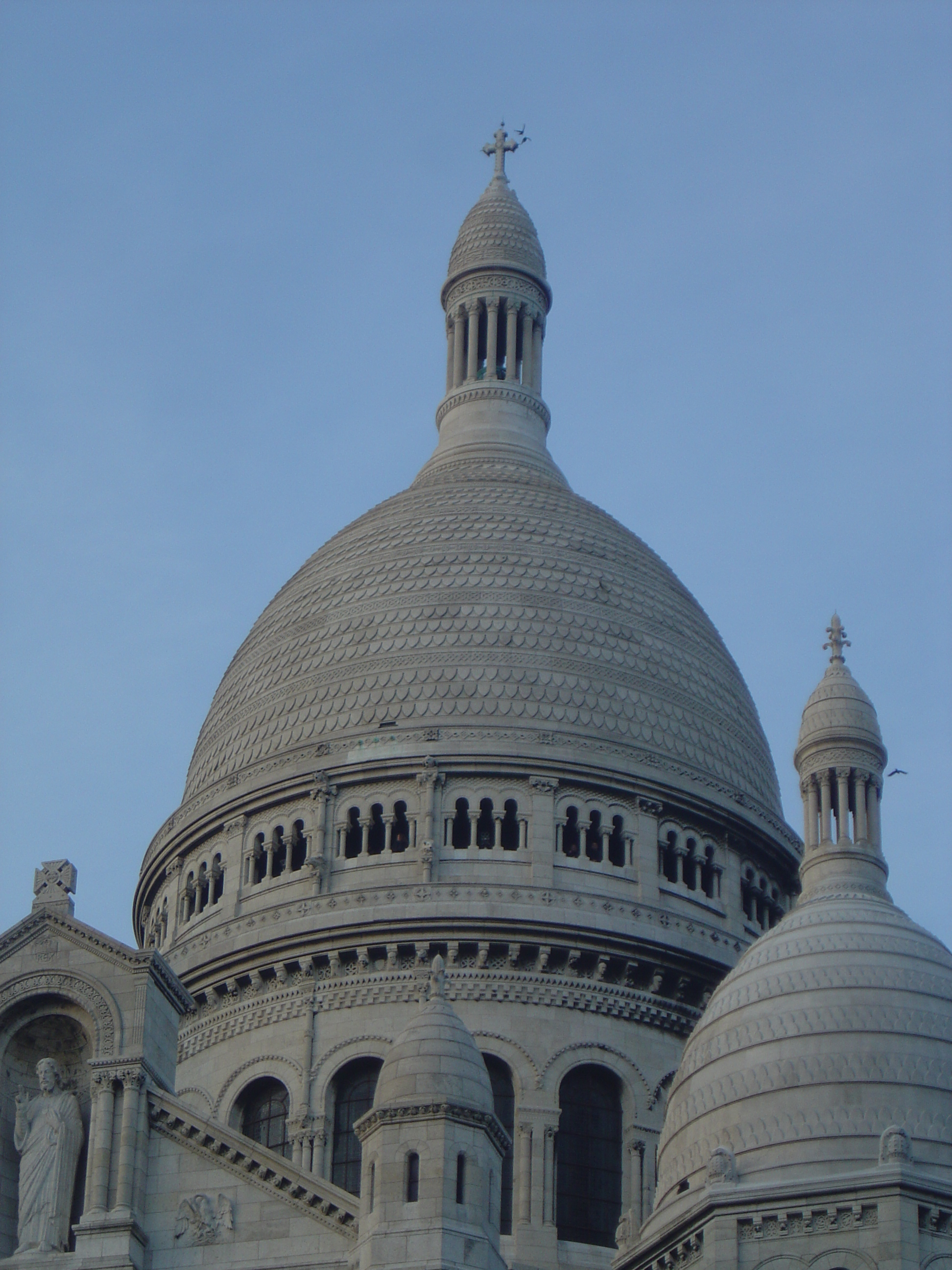
گنبد بزرگ کلیسا
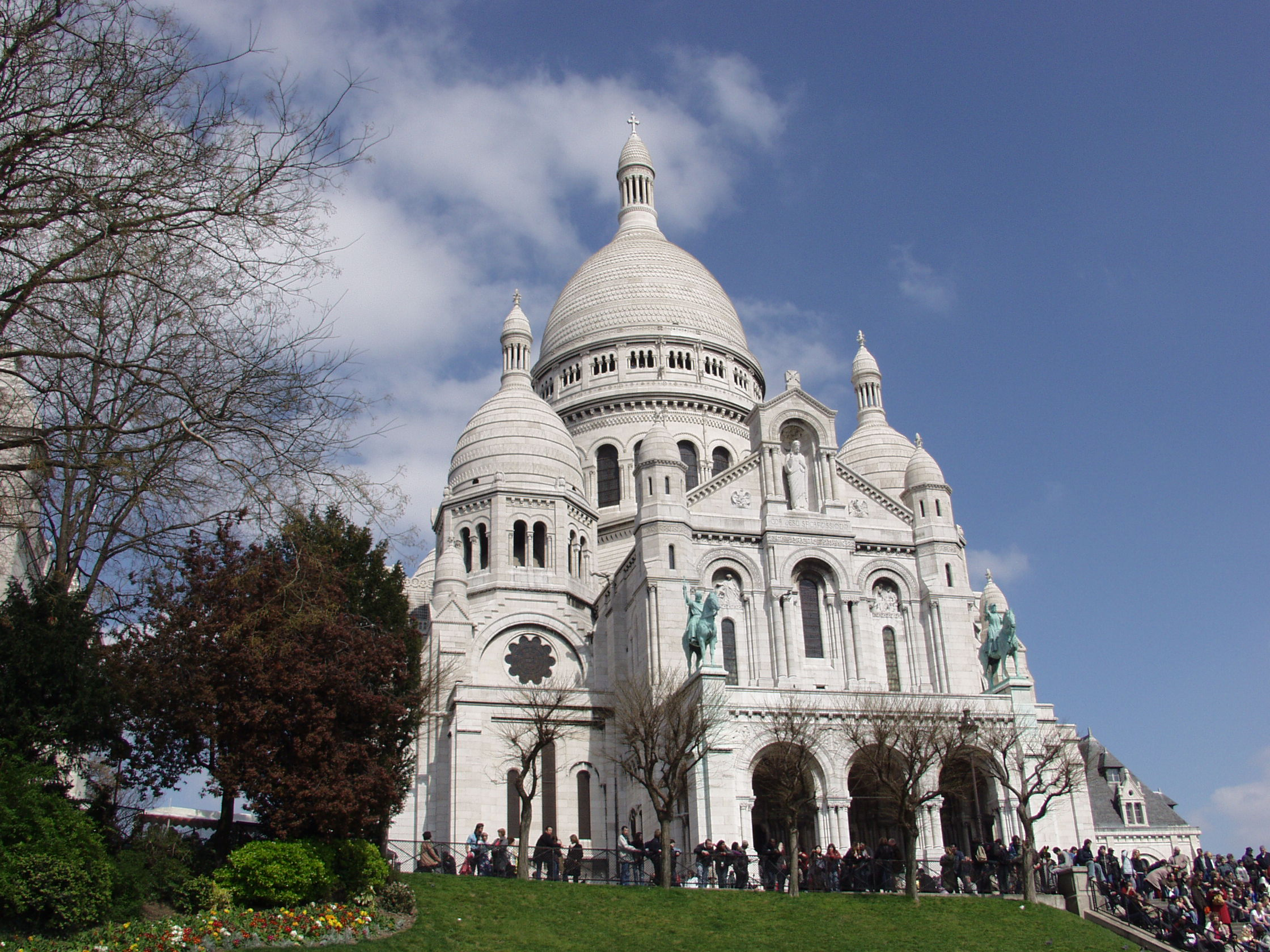
نمایی از کلیسای ساکره کر